# Wideotelefonia

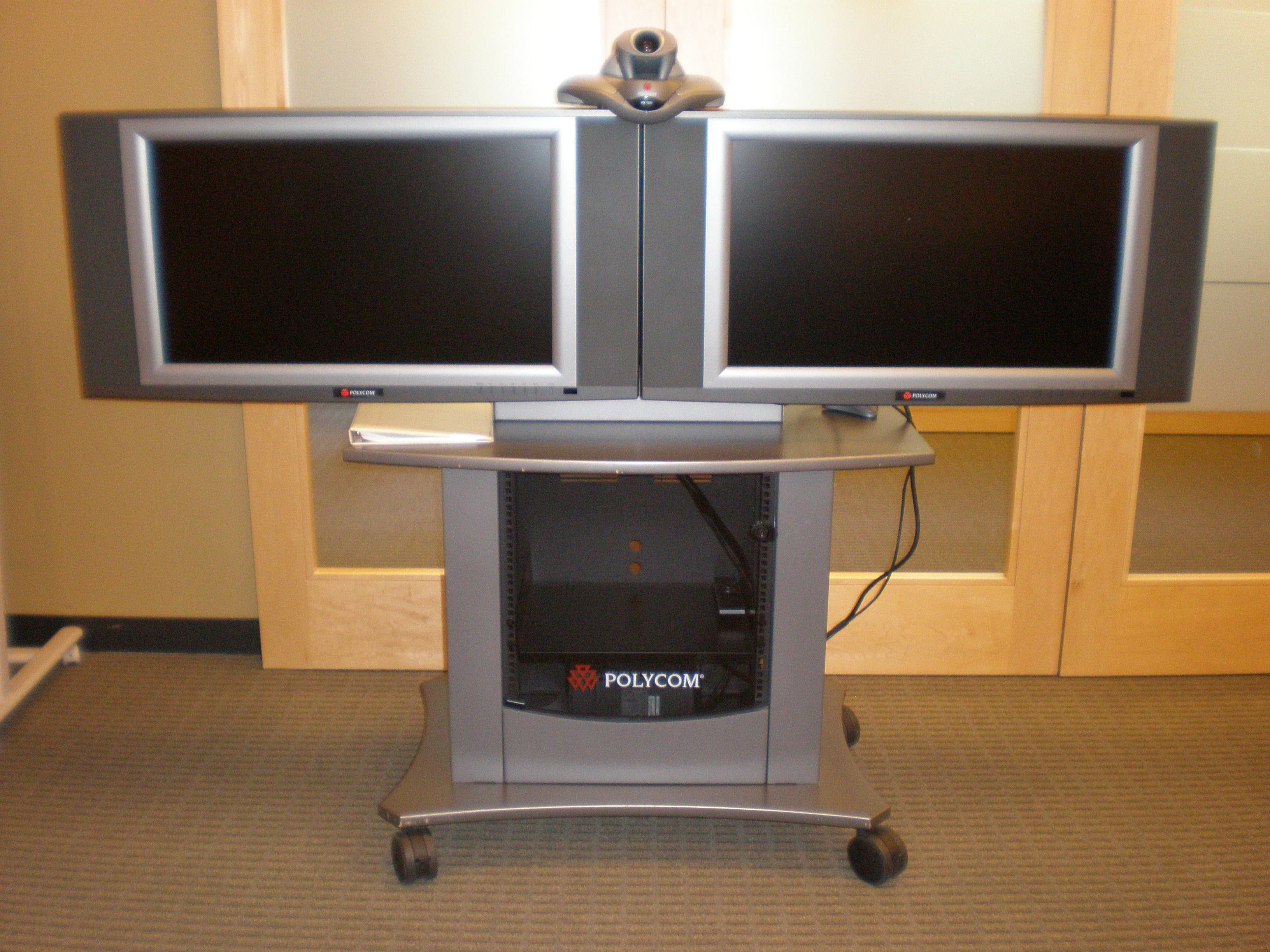
Polycom VXS 7000

Wideotelefonia – audiowizualna teleusługa zapewniająca dwukierunkowy przekaz sygnału głosowego i kolorowego obrazu (ruchomego) pomiędzy dwiema osobami w czasie rzeczywistym poprzez działające pomiędzy nimi sieci. 
Wymagania podają, że w normalnych warunkach  przekazywana (transmitowana) informacja wideo jest wystarczająca do idealnego odwzorowania płynnych ruchów osoby, w ujęciu ukazującym twarz i ramiona. Funkcje mogą, ale nie muszą być rozszerzone na dalsze usługi transmisyjne: transmisję obrazów wysokiej rozdzielczości, dokumentów, zdjęć, tabel itp. 
Rozróżnia się dwa rodzaje usług wideotelefonicznych: w sieciach wąskopasmowych i szerokopasmowych. Główna różnica to rozdzielczość przestrzenna i czasowe przekazywanie obrazów, jakość dźwięku oraz opcjonalne lub standardowe wyposażenie w urządzenia do transmitowania innych sygnałów (filmy, obrazy 3D). Rozważana jest również możliwość dostępu do poczty elektronicznej za pomocą terminalu wideotelefonicznego. Zakłada się, że powinna istnieć możliwość wyboru (odpowiadająca użytkownikowi) szybkości transmisji dla sygnału głosowego, gdyż może to mieć wpływ na opłaty lub jakość transmisji wideo. Celem realizacji podstawowych funkcji terminal musi być wyposażony w urządzenia realizujące: odbiór i prezentację obrazu oraz głosu drugiej strony, kodowanie sygnału audio i wideo. Możliwe rozszerzenia wyposażenia terminala wideotelefonicznego: ruchoma kamera i powiększenie (zoom), interfejsy dla dodatkowych kamer, ekrany, zapisu wideo, zdalne sterowanie kamerą, klawiatura dla usług tekstowych. Najważniejszym zadaniem terminalu wideotelefonicznego jest spełnianie wszystkich funkcji zwykłego telefonu. Musi istnieć możliwość połączenia się ze zwykłym telefonem o szerokości pasma analogowego 3.1 kHz – 7 kHz lub wideotelefonem w innej sieci lub innego producenta. Wideoterminal musi mieć zaimplementowane procedury kodowania G.711 (wymagania minimalne), a także powinna istnieć możliwość dwuetapowego zestawiania połączeń wideotelefonicznych: pierwsza faza obejmuje zastawianie połączenia głosowego, zaś po jego utworzeniu, na życzenie użytkownika, można dodać kanał wideo. Jeśli cała wymagana przepływność dla takiej transmisji nie jest dostępna, rozmowa powinna być kontynuowana, z maksymalną jakością transmisji sygnału wideo. 
Zakłada się istnienie opcji prezentacji użytkownika na własnym terminalu (self-view), aktywowanej przed lub w trakcie połączenia. Zaletą jest możliwość użycia wideotelefonii przez użytkowników z upośledzeniem (mowy lub słuchu), posługujących się w życiu np. językiem migowym. Z tego względu informacje o kolejnych etapach zestawiania połączenia powinna być, oprócz standardowej sygnalizacji dźwiękowej, wyświetlana na ekranie w formie pisemnej lub obrazowej. Wymagana jest synchronizacja dźwięku z obrazem (brak jakichkolwiek opóźnień). Należy uwzględnić opóźnienia wprowadzane przez kodeki oraz urządzenia transmisyjne. 
Konfiguracje połączeń wideotelefonicznych: 
- konfiguracja punkt – punkt (zapewniana bezpośrednio przez sieć transmisyjną)
- konfiguracja wielopunktowa – wymaga zastosowania mostka konferencyjnego MCU wideokonferencja wąskopasmowa traktowana jest w sieci jako oddzielna usługa

## Teleusługa wideotelefoniczna
Teleusługa wideotelefoniczna – dwukierunkowa, audiowizualna usługa względem czasu rzeczywistego, polegająca na wymianie sygnału przy użyciu jednego lub dwóch kanałów, wykorzystując ISDN 64 kbit/s. Połączenie dwukanałowe powinno być zestawiane przez dwa etapy. Najpierw kanał pierwszy (Call 1), zadedykowany dla transmisji multimedialnej (sygnał mowy + wideo + dane), potem kanał drugi (Call 2), przeznaczony do transmisji wideo. Po zestawieniu obu kanałów następuje regulacja opóźnienia międzykanałowego aż do osiągnięcia pełnej synchronizacji. Kanał pierwszy (Call 1) powinien być sygnalizowany sygnałem dźwiękowym (dzwonienia). Kanał drugi (Call 2) powinien być automatycznie odbierany po stronie wywoływanej. Jeśli najpierw zestawione zostanie połączenie rozmowne o paśmie 3.1 kHz, a jeśli użytkownik zażyczy sobie zmianę usługi na wideotelefonie, to będzie podjęta próba ramkowania sygnału i zmiany ustawień terminalu, tak by nie została zaburzona komunikacja głosowa. Istnieje możliwość, że nie zawsze będzie to możliwe, wtedy należy jeszcze raz zestawić połączenie, ale od razu w trybie wideotelefonicznym. Jakość przenoszonej mowy będzie jak dla ISDN – o paśmie analogowym 3.1kHz lub 7 kHz. Można skorzystać z opcji, w której terminal wideotele zaprogramowany został tylko do odbierania połączeń wideotelefonicznych. Dostępna dla użytkownika przepływność to 2B + D (128 kbit/s), która nie daje dobrej jakości transmisji obrazu i dźwięku.

## Sygnały składowe
W sygnałach wideotelefonicznych wyróżnia się następujące sygnały składowe: sygnał dźwiękowy (audio signals), tworzący ciągły strumień danych, który wymaga transmisji w czasie rzeczywistym. Sygnał wideo (video signals) generuje ciągły strumień danych, który zapewnia najwyższą prędkość transmisji dla uzyskania maksymalnej jakości, dostępnej przy przepływności kanału. Sygnał sterujący (control signals) obejmuje jak sama nazwa mówi informacje „sterujące”, przesyłane między terminalem a siecią w kanale D. Kanał dla sygnalizacji między dwoma terminalami zostaje udostępniony tylko w przypadku zaistnienia takiej potrzeby, zgodnego z zaleceniem H.221, tj. w kanale BAS (Bit/rate Allocation Signal) lub w kanale serwisowym (service channel). W sygnałach transmitowania danych są przesyłane obrazy, dokumenty itp. Sygnał transmisji danych jest sygnałem dodatkowym i dlatego transmitowane mogą być tylko w ograniczonym przedziale czasowym, zastępując całość lub część sygnału audiowizualnego. Transmisja danych poprzedzana jest negocjacją warunków transmisji pomiędzy terminalami, ponieważ jest to funkcja opcjonalna i wymaga dodatkowego wyposażenia terminala wideokonferencyjnego.

## Kodowanie wideo
-H.261 algorytm kompresji obrazu CIF (Common Intermediate Format) oraz QCIF (Quarter CIF). Standard kodowania QCIF zapewnia rozdzielczość sygnału luminacji 144 linii 176 elementów oraz 72 linie 88 elementów dla każdego ze składowych sygnałów chrominancji. Strumień wejściowy kodera ma prędkość transmisji 9.1 Mbit/s. Standard CIF zapewnia rozdzielczość sygnału luminacji 288 linii 352 elementów oraz 144 linie 176 elementów dla każdego ze składowych sygnałów chrominancji. Strumień wyjściowy kodera ma prędkość transmisji 36.5 Mbit/s.

## Kodowania audio
Stosowane w systemach wideotelefonicznych metody kompresji dźwięku generują ciągły strumień danych o stałej prędkości binarnej (CBR), nie są stosowane detektory ciszy.
- Zalecenie G.711 jest to dominujący obecnie standard. Określa kompresję sygnału audio w paśmie telefonicznym: 300 – 3400 Hz o przepustowości 64 kbit/s. Może być używany we wszystkich sygnałach przesyłanych w sieci komutowanej.
- Zalecenie G.722 przeznaczone jest dla sygnałów audio w paśmie od 50 do 7000 Hz. Podczas kompresji sygnał dzielony jest na dwa podpasma, pasmo małych częstotliwości do 4kHz i pasmo powyżej częstotliwości 4kHz, następnie następuje kodowanie adaptacyjne DPSM. Jakość kodowania G.722 jest wyższa niż w przypadku G.711.
- Zalecenie G.723 kodowanie sygnału o szerokości pasma 4kHz z przepływnością 40, 32 lub 24 kbit/s. – Zalecenie G.723.1 korzysta z algorytmu ACELP, zapewnia przepływność sygnału audio 5,3/6,4 kbit/s.
- Zalecenie G.728 umożliwia skompresowanie sygnału wejściowego o szerokości pasma 300 – 3400 Hz do sygnału o przepływności 16kbit/s. Jakość sygnału porównywalna jest z jakością bardzo dobrego sygnału telefonicznego.
- Zalecenie G.729 – wykorzystuje algorytm CS – ACELP (Conjugate Structure – Algebraic CELP), ogranicza wymaganą przepływność sygnału audio do 8 kbit/s.

Rodzina zaleceń T.120 obejmuje usługi dodatkowe w ramach telekonferencji. Grupa zaleceń T.122 – T.125 jest minimalnym zestawem zaleceń koniecznym do zapewnienia funkcjonowania terminala lub MCU.
- T.122 zajmuje się obsługą połączeń wielopunktowych.
- T.123 opisuje protokoły transmisji sieciowej.
- T.124 określa podstawową kontrolę konferencji, odpowiada za zarządzanie wideokonferencją.
- T.126 określa zasady wymiany obrazów nieruchomych.

## Kodowanie sygnałów audio
Zgodnie z normą ETSI terminal poprawnie powinien czytać sygnał kodowany G.711 zasamie może się zdarzyć, że realizowane jest kodowanie tylko według jednej z tych krzywych kompandorowania lub żadna (jest w opcjach terminala (capability set)).

## Kodowanie sygnałów wideo
W przypadku kodowania sygnału wideo korzysta się z kodowania (QCIF),oraz z kodowania (CIF). Każda z tych dwóch metod kodowania QCIF oraz CIF podaje wartość minimalnego odstępu między następnymi obrazami MPI (Minimum Picture Interval).

## Przepływność
Podane w deklaracji własności możliwości transmisji kanałów o wyższej przepływności, implikuje zdolność do transmisji kanałów o niższej przepływności, w przytoczonym przypadku 1H0. Wymagania parametrów po prawej stronie znaku zostaną spełnione (<) gwarantuje to spełnienie wymagań dla wszystkich wartości znajdujących się po lewej stronie tego samego znaku. Nie podlega szczegółowaniu zdolność do transmitowania; – mała przepływności (LSD) – duża przepływności (HSD) – protokół wielowarstwowy (MLP) duża przepływność z protokołem wielowarstwowym (HS – MLP) Zestaw deklaracji własności rozpoczyna się znacznikiem deklaracji: (111) [24], po czym następują wszystkie własności deklarowania dotyczące podanych parametrów, które będą w danej chwili zmienione w odbiorniku. Całość może być powtarzana nieskończenie wiele razy albo zakończona przesłaniem jednego z rozkazów. Nigdy nie może pozostać puste pole we własności deklaracji, powinna znajdować się w tym polu definicja najmniej jednej opcji (capability), oprócz znacznika deklaracji (capability marker: (111)[24]).